# Persone di nome Marcantonio
| Questa pagina contiene informazioni ricavate automaticamente dalle voci biografiche con l'ausilio del template Bio e di un bot. L'aggiornamento è periodico e automatico e ricostruisce completamente la pagina. Se manca una persona in questa lista, sei pregato di non aggiungerla, ma accertati piuttosto che la sua voce biografica contenga il template Bio e che i dati anagrafici siano correttamente compilati. Se il template Bio manca, inseriscilo tu stesso o, in alternativa, metti l'avviso {{tmp\|Bio}} che ne segnala la mancanza. Se i dati riportati sono sbagliati, correggi direttamente la voce biografica; le modifiche saranno visibili in questa lista entro pochi giorni. Per chiarimenti vedi il progetto antroponimi. La lista contiene solo le 57 persone che sono citate nell'enciclopedia e per le quali è stato implementato correttamente il template Bio. Pagina aggiornata al 6 mag 2025. |

Questa è una lista di persone presenti nell'enciclopedia che hanno il nome Marcantonio, suddivise per attività principale.

## Ammiragli(1)
- Marcantonio Trevisani, ammiraglio italiano (Porto Recanati, n. 1948 - Civitanova Marche, † 2025)

## Anatomisti(1)
- Marcantonio della Torre, anatomista italiano (Verona, n. 1481 - Riva del Garda, † 1511)

## Artigiani(1)
- Marcantonio Mazzoleni, artigiano italiano († 1632)

## Avvocati(1)
- Marcantonio Pacelli, avvocato italiano (Onano, n. 1804 - Roma, † 1902)

## Condottieri(1)
- Marcantonio Dal Verme, condottiero italiano (Voghera, † 1538)

## Dirigenti sportivi(1)
- Marcantonio Bentegodi, dirigente sportivo, politico e filantropo italiano (Verona, n. 1818 - Verona, † 1873)

## Dogi(3)
- Marcantonio Giustinian, doge (Venezia, n. 1619 - Venezia, † 1688)
- Marcantonio Memmo, doge (Venezia, n. 1536 - Venezia, † 1615)
- Marcantonio Trevisan, doge (Venezia, n. 1475 - Venezia, † 1554)

## Editori(1)
- Marcantonio Giustinian, editore, tipografo e ambasciatore italiano (Venezia, n. 1516 - Venezia, † 1571)

## Generali(1)
- Marcantonio II Colonna, generale e ammiraglio italiano (Lanuvio, n. 1535 - Medinaceli, † 1584)

## Giuristi(1)
- Marcantonio Natta, giurista italiano (Asti - Casale Monferrato, † 1568)

## Incisori(1)
- Marcantonio Raimondi, incisore italiano (Molinella - Bologna, † 1534)

## Letterati(2)
- Marcantonio Mambelli, letterato e gesuita italiano (Forlì, n. 1582 - Ferrara, † 1644)
- Marcantonio Michiel, letterato e collezionista d'arte italiano (Venezia, n. 1484 - Venezia, † 1552)

## Militari(2)
- Marcantonio Bragadin, ufficiale, saggista e sceneggiatore italiano (Roma, n. 1906 - Roma, † 1986)
- Marcantonio Colonna di Stigliano, militare e politico italiano (Napoli, n. 1724 - Napoli, † 1796)

## Musicisti(1)
- Marcantonio Del Pifaro, musicista e compositore italiano

## Nobili(12)
- Marcantonio V Borghese, nobile romano (Parigi, n. 1814 - Frascati, † 1886)
- Marcantonio IV Borghese, nobile e politico italiano (Roma, n. 1730 - Roma, † 1800)
- Marcantonio II Borghese, nobile italiano (Roma, n. 1601 - Roma, † 1658)
- Marcantonio Brandolini, nobile italiano (Cison di Valmarino, n. 1565 - † 1616)
- Marcantonio Colonna di Stigliano, nobile italiano (Napoli, n. 1808 - Napoli, † 1890)
- Marcantonio III Colonna, nobile romano (Roma, n. 1575 - † 1595)
- Marcantonio IV Colonna, nobile italiano (Roma, n. 1595 - † 1611)
- Marcantonio I Colonna, nobile e condottiero italiano (Salerno, n. 1478 - Milano, † 1522)
- Marcantonio V Colonna, nobile italiano (n. 1609 - Roma, † 1659)
- Marcantonio Grillo, III marchese di Clarafuente, nobile italiano (Genova, n. 1643 - † 1706)
- Marcantonio Lucifero, nobile e condottiero italiano (Crotone)
- Marcantonio di Bagnolo, nobile italiano (Vescovato, † 1509)

## Pittori(4)
- Marcantonio Bassetti, pittore italiano (Verona, n. 1586 - Verona, † 1630)
- Marcantonio Bedini, pittore italiano (Ostra, n. 1895 - Ostra, † 1980)
- Marcantonio Chiarini, pittore italiano (Bologna, n. 1652 - † 1730)
- Marcantonio Franceschini, pittore italiano (Bologna, n. 1648 - Bologna, † 1729)

## Poeti(1)
- Marcantonio Epicuro, poeta e commediografo italiano (Abruzzo, n. 1472 - Napoli, † 1555)

## Politici(2)
- Marcantonio Barbaro, politico e diplomatico italiano (Venezia, n. 1518 - Venezia, † 1595)
- Marcantonio Bragadin, politico e militare italiano (Venezia, n. 1523 - Famagosta, † 1571)

## Presbiteri(2)
- Marcantonio Cavanis, presbitero e educatore italiano (Venezia, n. 1774 - Venezia, † 1853)
- Marcantonio Durando, presbitero italiano (Mondovì, n. 1801 - Torino, † 1880)

## Principi(1)
- Marcantonio VII Colonna, principe italiano (Roma, n. 1881 - Roma, † 1947)

## Scrittori(1)
- Marcantonio Ceccaldi, scrittore, storico e politico italiano (Vescovato, n. 1521 - Genova, † 1560)

## Storici(1)
- Marco Antonio Sabellico, storico italiano (Vicovaro - Venezia, † 1506)

## Umanisti(1)
- Marcantonio Flaminio, umanista italiano (Serravalle, n. 1498 - Roma, † 1550)

## Velisti(1)
- Marcantonio De Beaumont Bonelli, velista italiano (Napoli, n. 1890)

## Vescovi cattolici(5)
- Marcantonio Agazzi, vescovo cattolico italiano (Venezia, n. 1646 - † 1710)
- Marcantonio Gonzaga, vescovo cattolico italiano (Mantova, n. 1543 - Casale Monferrato, † 1592)
- Marcantonio Lombardi, vescovo cattolico italiano (Verona, n. 1710 - Crema, † 1782)
- Marcantonio Vincentini, vescovo cattolico e diplomatico italiano (Rieti, n. 1624 - † 1692)
- Marcantonio Zollio, vescovo cattolico italiano (Bergamo, n. 1633 - Crema, † 1702)

## Senza attività specificata(1)
- Marcantonio Torelli, conte (Guastalla - † 1462)